# Nuraghe Mura Lavros
Il nuraghe Mura lavros, a cui negli scritti ci si riferisce col nome Mura lavros de suba per distinguerlo dal nuraghe omonimo poco più a valle, si erge su un terreno basaltico digradante a sud verso il torrente Mura lavros in una zona di pascoli e coltivazione di olivo e vite nel territorio di Santu Lussurgiu a pochi chilometri dal centro abitato in direzione est.

## Struttura
È un nuraghe monotorre costituito da ciclopici massi ma in gran parte distrutto. Fra i grossi massi cresce l'olivastro spontaneo che compromette la stabilità della struttura. La camera è sepolta per metà altezza dal materiale di crollo. Sono visibili le volte a sesto acuto delle due nicchie laterali che restano scoperte per poche decine di centimetri.
L'ingresso è rivolto a est sud-est. L'architrave non è più in loco e la parte più esterna è franata. Tutto intorno alla costruzione è visibile il materiale di crollo che un tempo costituiva il nuraghe.

## Ubicazione
Dista appena 3 chilometri dall'uscita del paese. In corrispondenza dell'incrocio fra la SP15 e la SP65 bisogna imboccare la SP65 in direzione Paulilatino e 200 metri dopo si prende una strada di penetrazione agraria che discende verso valle. Si percorre la strada per 700 metri interamente asfaltati e alla biforcazione nella quale inizia lo sterrato si prende la via sulla sinistra. Percorrendo infine altri 500 metri sulla destra si vede la struttura ricoperta dai cespugli di olivastro.